# Dialogue entre l'Église orthodoxe et les Églises luthériennes
Un dialogue interconfessionnel entre l'Église orthodoxe et les Églises luthériennes (réunies au sein de la Fédération luthérienne mondiale) existe officiellement depuis les années 1960 en vue d'améliorer leurs relations et de résoudre les différends doctrinaux.
Ce dialogue est mené en particulier au sein de la Commission mixte pour le dialogue théologique entre l'Église orthodoxe et les Églises luthériennes.
Le dialogue luthérien-orthodoxe porte en outre sur le sens de la communion eucharistique ; les orthodoxes  privilégient le terme metousiosis, tandis que les luthériens privilégient le terme de consubstantiation.

## Historique

### Réunions de la Commission mixte
- 2000 Xe Rencontre à Damas